# Herajärvi (sjö i Posio, Lappland)
Herajärvi är en sjö i kommunen Posio i landskapet Lappland i Finland. Den är 19,5 meter djup. Arean är 47 hektar och strandlinjen är 4,52 kilometer lång. Sjön  ingår i Kemi älvs huvudavrinningsområde.   Den ligger omkring 120 kilometer öster om Rovaniemi och omkring 690 kilometer norr om Helsingfors. 
Herajärvi ligger sydöst om Soudunjärvi. 